# 2023 BU
2023 BU är en asteroid i huvudbältet som upptäcktes den 21 januari 2023 av amatörastronomen Gennadij Borisov vid Margo-observatoriet i Nautjnyj.
Den tillhör asteroidgruppen Apollo.
Den 27 januari 2023 passerade den jorden på ett avstånd av endast 3 589 km.